# Wojciechowice (powiat ostrowiecki)
Wojciechowice – wieś w Polsce położona w województwie świętokrzyskim, w powiecie ostrowieckim, w gminie Waśniów.
W latach 1975–1998 miejscowość należała administracyjnie do województwa kieleckiego.

## Integralne części wsi
| SIMC    | Nazwa                 | Rodzaj  |
| ------- | --------------------- | ------- |
| 0276481 | Wojciechowice-Kolonia | kolonia |

## Historia
Według Długosza, w połowie XV wieku folwarki rycerskie mieli tu Głąb i Zaklika Czajęccy. Tutejsze łany kmiece były w posiadaniu dwóch dziedziców Wojciechowic oraz klasztoru wąchockiego.
W 1827 roku było tam 10 domów i 54 mieszkańców.
Pod koniec XIX wieku Wojciechowice były wsią i folwarkiem w powiecie opatowskim, gminie i parafii Waśniów. Leżały w odległości 20 wiorst od Opatowa. Miały wówczas 10 domów i 88 mieszkańców.
Sam folwark Wojciechowice Jeleniowskie w 1884 roku zajmował 220 mórg gruntu, z czego 205 mórg stanowiły grunty orne i ogrody, 11 – łąki, a 4 – nieużytki. Stało tam wówczas 15 budynków drewnianych i wiatrak. Folwark posiadał pokłady wapienia; stosowano płodozmian 14-polowy. Z kolei wieś Wojciechowice miała wówczas 15 osadników i 76 mórg gruntu. Wchodziła w skład dóbr Jeleniów.